# Raúl Ibáñez Galdón
Raúl Ibáñez (Tous, 10 de novembre de 1972) és un exfutbolista valencià, que ocupava la posició de davanter.

## Trajectòria
Després de militar a l'Alcúdia, l'Alzira i el Tomelloso, Raúl va entrar al planter del València CF, on va arribar a debutar al primer equip a la temporada 94/95, tot marcant un gol en quatre partits. Però, no va tenir continuïtat a l'esquadra de Mestalla per culpa de les lesions i a l'any següent recala al Reial Valladolid.
Al conjunt castellà va ser el davanter de refresc durant dos anys, fins que a la tercera la seua aportació es va resumir en sis partits. La temporada 98/99 busca oportunitats al Llevant UE i després al Puebla mexicà.
Retorna al País Valencià per a la campanya 99/00, tot jugant 12 partits i marcant un gol per a l'Elx CF. A la campanya següent retorna al Valladolid, però no compta en cap moment per als tècnics i recala a la Cultural Leonesa.
A partir d'ací i fins a la seua retirada, l'antiga promesa valencianista va jugar en diversos equips de Segona B i Tercera, com Tomelloso, Borriana, Burjassot i Olímpic de Xàtiva.